# Werner Baltes

Werner Baltes (2011)

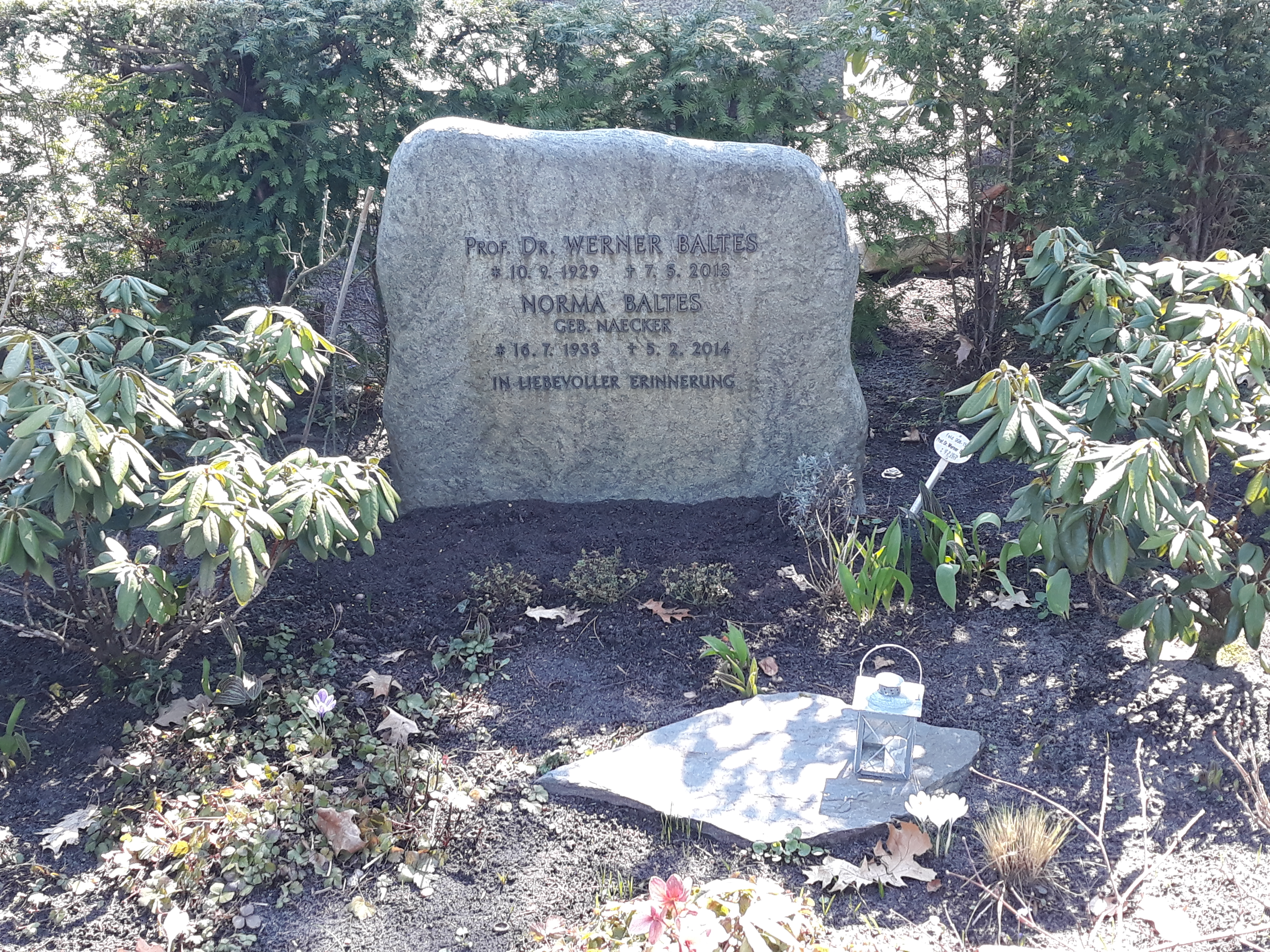
Das Grab von Werner Baltes und seiner Ehefrau Norma auf dem Friedhof Zehlendorf in Berlin.

Werner Baltes (* 10. September 1929 in Hamburg; † 7. Mai 2013 in Berlin) war ein deutscher Lebensmittelchemiker, der von 1973 bis zu seiner Emeritierung 1997 Professor am Institut für Lebensmittelchemie und -technologie an der TU Berlin war.
Baltes studierte Chemie an der Universität Hamburg und promovierte im Jahr 1959 bei Kurt Heyns. Er forschte vor allem über die bei der Maillard-Reaktion ablaufenden Vorgänge. Den Bildungsmechanismen von Kaffee- und Fleischaromen, der stofflichen Zusammensetzung von Karamellsirup, Zuckercouleur und Räucherrauch galt sein besonderes Interesse. Aber auch Untersuchungen zu Fragen der Allergie liegen vor. Von 1964 bis 1973 arbeitete Baltes als Wissenschaftlicher Rat am Staatlichen chemischen Untersuchungsamt in Hamburg. 1969 habilitierte er sich für das Fach Lebensmittelchemie und hatte von 1971 bis 1973 eine Professur an der Universität Hamburg inne, bevor er 1973 als ordentlicher Professor an die Technische Universität Berlin wechselte. Dort lehrte er bis zu seinem Eintritt in den Ruhestand im Jahr 1997.
In über 200 wissenschaftlichen Veröffentlichungen ist Baltes' Schaffen dokumentiert. Bekannt wurde Baltes auch durch sein Lehrbuch zur Lebensmittelchemie, das im Springer-Verlag erschienen ist. Dieses Buch erschien 2011 in 7. Auflage, Coautor dieser Auflage war Reinhard Matissek.
Baltes war sechs Jahre lang Vorsitzender der Lebensmittelchemischen Gesellschaft (LChG) in der Gesellschaft Deutscher Chemiker (GDCh) und langjähriger Vorsitzender des LChG-Regionalverbandes Berlin. Er erwarb sich auch Verdienste um die Food-Working-Party der Europäischen Chemischen Gesellschaft. Zugleich gehörte er von 1984 bis 1993 dem Bundesgesundheitsrat des Bundesministeriums für Gesundheit an.
Er ist auf dem Friedhof Zehlendorf bestattet.

## Ehrungen
- Bundesverdienstkreuz am Bande (1989)
- Joseph-König-Gedenkmünze der GDCh (1990)
- Pametni-Medaille der Universität Prag (1992)[2]

## Veröffentlichungen
- Werner Baltes: Lebensmittelchemie. 3. Auflage. Springer, Berlin, Heidelberg 1992, ISBN 3-540-55645-1.
- mit Reinhard  Matissek: Lebensmittelchemie. 7. Auflage. Springer, Berlin, Heidelberg 2011, ISBN 3-642-16538-9.